# Orogastrura
Genre
Orogastrura est un genre de collemboles de la famille des Hypogastruridae.

## Distribution
Les espèces de ce genre se rencontrent en zone paléarctique.

## Liste des espèces
Selon Checklist of the Collembola of the World (version du 11 novembre 2019) :
- Orogastrura dilatata (Cassagnau, 1959)
- Orogastrura emucronata Deharveng & Gers, 1979
- Orogastrura fusca Gers, 1981
- Orogastrura octoseta Arbea & Jordana, 1990
- Orogastrura pallida (Cassagnau, 1954)
- Orogastrura parva (Gisin, 1949)
- Orogastrura stebaevae Babenko in Babenko, Chernova, Potapov & Stebaeva, 1994

## Publication originale
- Deharveng & Gers, 1979 : Sur les genres Xenyllogastrura Denis 1932 et Orogastrura n. g. (Collemboles, Hypogastruridae). Travaux du Laboratoire d'Écobiologie des Arthropodes Édaphiques Toulouse, vol. 1, no 2, p. 1-10.